# インゲボルグ・ホフマイヤー

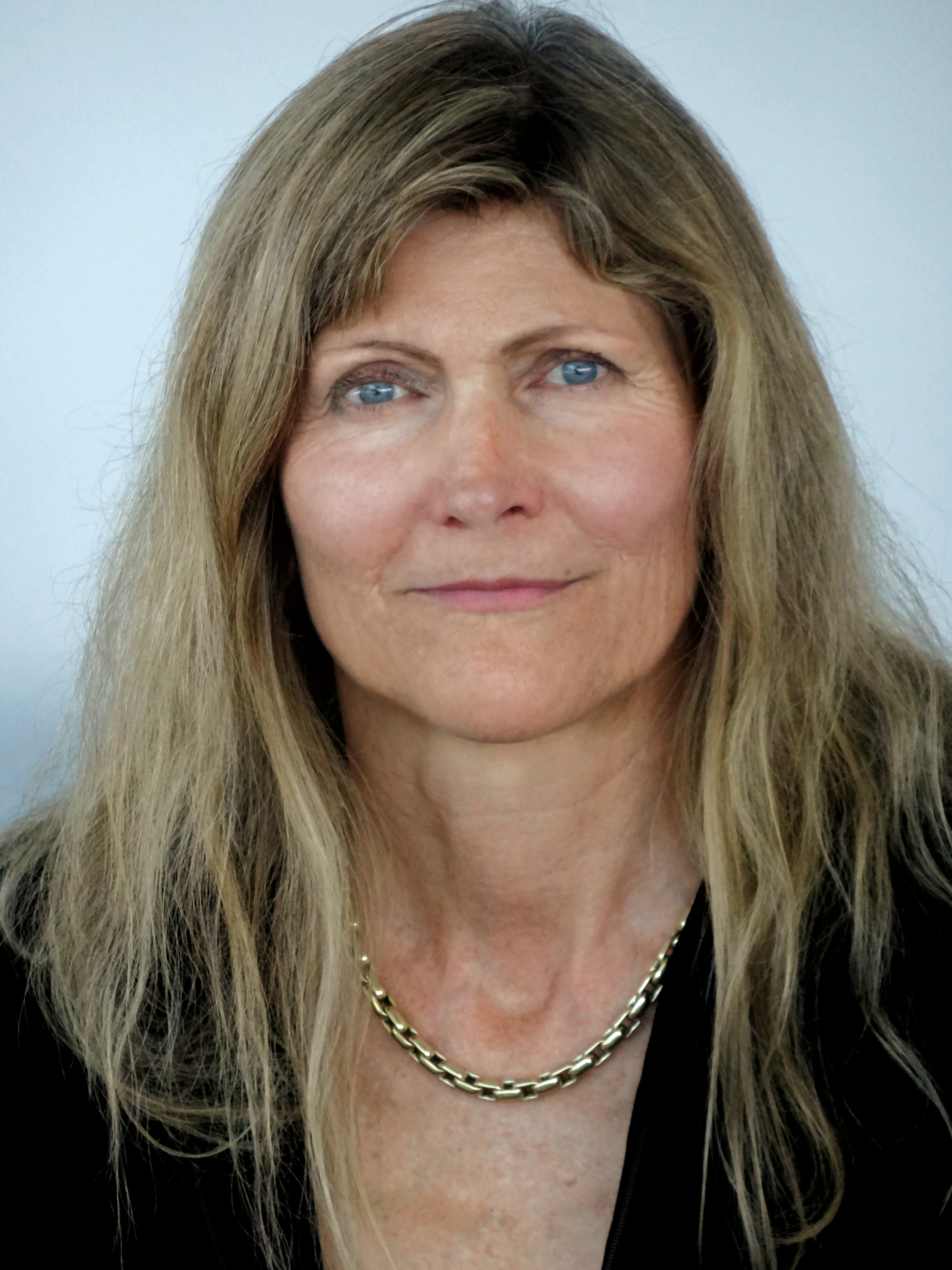
インゲボルグ・ホフマイヤー

インゲボルグ・ホフマイヤー（Ingeborg Hochmair、1953年1月17日 - ）は、オーストリアの電気工学者、発明家。主な業績は多チャンネル電子人工内耳の開発。

## 来歴
ウィーン生まれ。ウィーン工科大学で電気工学を学び、1976年に卒業し、フルブライト奨学生としてスタンフォード大学に研究滞在した後、1979年にPh.D.を取得した。1976年から1986年まで、ウィーン工科大学助教授を務め、1979年には、スタンフォード大学の客員准教授となった。1986年から1989年までインスブルック大学准教授を務めた後、1990年に医療技術会社MED-ELを設立した。

## 主な受賞歴
- 1996年 - ヴィルヘルム・エクスナー・メダル
- 2013年 - ラスカー・ドゥベーキー臨床医学研究賞
- 2016年 - エドゥアルト・ライン財団技術賞
- 2023年 - IEEEアレクサンダー・グラハム・ベル・メダル

## 参考
- Our Timeline
- Prof. Dr. DI INGEBORG HOCHMAIR-DESOYER